# Parler
Parler (Парлер) — американський сервіс мікроблогів і соціальна мережа. Parler має значну власну базу прихильників консервативних поглядів. Соціальна мережа позиціонує себе як альтернативу Твіттеру. Головною особливістю даної платформи є її популярність серед людей, які виступають проти політики модерації. Соцмережа особливо популярна серед прихильників Дональда Трампа.

## Історія
У 2018 році Джон Матце-молодший і Джаред Томсон заснували компанію Parler (фр. «говорити»). В даний час Матце-молодший є головним виконавчим директором компанії, а Томсон — головним технологічним директором. Обидва є випускниками Денверського університету спільно з багатьма іншими старшими співробітниками Parler.

### 2018—2019
Parler був запущений в серпні 2018 року. У травні 2019 року його аудиторія виросла до 100 000 користувачів. У грудні 2018 року твіт консервативної активістки Кендіс Оуенс сприяв одноразовому залученню близько 40 000 нових користувачів, що призвело до збою серверів. Серед перших користувачів були відомі представники Республіканської партії, до яких увійшли: сенатор штату Юта Майкл Лі та адвокат Трампа Рудольф Джуліані. Матце-молодший в інтерв'ю новинній організації заявив, що спочатку він хотів, щоб Parler був платформою для обох основних партій, проте згодом вони зосередили свої маркетингові зусилля на залученні прихильників консервативних течій, бо значна частина нових користувачів була прихильниками саме цієї спрямованості.
У червні 2019 року керівництво Parler заявило, що база користувачів більш ніж подвоїлася у зв'язку з реєстрацією близько 200 000 акаунтів з Саудівської Аравії. В основному це були прихильники наслідного принца Саудівської Аравії Мухаммеда ібн Салмана, які перейшли з Твіттера внаслідок надмірного, на їхню думку, цензурування повідомлень на даній платформі. Повідомлялося про видалення модераторами Твіттера сотні акаунтів, бо вони були визнані «неавтентичними», і просували інтереси саудівського уряду. Parler закликав інших користувачів своєї соціальної мережі з розумінням поставитися до ситуації. Зростання кількості нових акаунтів викликав деякі перебої в обслуговуванні серверів.

### 2020
В середині 2020 року відбулося різке зростання зареєстрованих користувачів. Це було викликано тим, що в травні «Twitter» відзначив деякі твіти президента Дональда Трампа про голосування поштою, в яких містилося засудження цієї форми волевиявлення, як тієї, що «потенційно вводять в оману». Багато користувачів негативно сприйняли дані обставини і заявили про припинення ведення своїх сторінок на даній платформі. Тоді ж Parler опублікував «Декларацію незалежності Інтернету», змодельовану за зразком Декларації незалежності Сполучених Штатів, і почав використовувати хештег #Twexit (посилання на Brexit). Тим самим Parler прагнув переманити частину користувачів Твіттера, заявляючи про неприпустимість цензурування прихильників консервативного спрямування. 
16 червня Ден Бонгіно оголосив про придбання частки власності Parler, що було обумовлено бажанням залучити більшу кількість користувачів і «дати відсіч» двом лідерам сегменту Твіттер і Фейсбук. 18 червня Бред Парскейл, керівник кампанії Трампа, підтримав Parler на своїй сторінці в Twitter, написавши: «Ей, @twitter, ваші дні полічені».
24 червня «The Wall Street Journal» повідомила, що кампанія Трампа шукає альтернативи соціальним мережам, які обмежили можливість просування і рекламу кандидатури президента. У число можливих альтернатив був включений і Parler. 25 червня сенатор Техасу Тед Круз опублікував відео на «YouTube», в якому звинуватив соціальні медіа-платформи в тому, що вони «примусово змушують замовкнути тих, з ким вони не згодні», і оголосив, що «пишається тим, що приєднався до Parler». Інші республіканські політичні діячі також висловили бажання приєднатися, включаючи представника штату Огайо Джима Джордана, представника штату Нью-Йорк Елізу Стефаник, і колишнього постійного представника США при ООН Ніккі Хейлі.

### 2021
8 січня 2021 року після заворушень у Вашингтоні, відимими як "штурм Капітолія", додаток Parler було тимчасово виключено із списку додатків Google Play Store. Виключення було викликано нездатністю Parler виключити «обурливий контент» (англ. egregious content). GOOGLE вважає, що мережа «не змогла вилучити повідомлення, що підбурюють до насильства». Попередження про можливе блокування зробив також Apple Store.